# フリードリヒ・カール・フォン・ヘッセン
フリードリヒ・カール・フォン・ヘッセン＝カッセル（ドイツ語: Friedrich Karl von Hessen-Kassel、フリードリヒ・カール・ルートヴィヒ・コンスタンティン・フォン・ヘッセン＝カッセル、ドイツ語: Friedrich Karl Ludwig Konstantin von Hessen-Kassel、1868年5月1日 - 1940年5月28日）は、ヘッセン＝カッセル方伯家家長。1918年の短期間、フィンランド国王カールレ1世と称した。

## 生涯
プレーン（現在のドイツ・シュレースヴィヒ＝ホルシュタイン州の町）の一族の所領で生まれた。父はヘッセン公子フリードリヒ（ヘッセン＝カッセル方伯フリードリヒ2世の曾孫）、母は2度目の妃プロイセン王女マリア・アンナ（ドイツ皇帝ヴィルヘルム1世の弟カールと妃マリーの娘）だった。父フリードリヒはデンマーク軍士官であり、1840年代にフレゼリク7世王の跡目問題が発生すると、次期王位継承者の一人と目された。デンマーク王家の男系がフレゼリク7世の死とともに途絶えると、フリードリヒの姉ルイーゼの夫であるクリスチャン9世が即位した。フリードリヒはデンマークで長く暮らしたが、1875年にヘッセン＝カッセル家の本流であるヘッセン選帝侯フリードリヒ・ヴィルヘルム1世が亡命先のプラハで死去すると、ヘッセン＝カッセル家長を継いでドイツ北部へ移り住んだ。
フリードリヒ・カールが生まれて18日後、従姉のマリア・フョードロヴナがサンクトペテルブルクで長男ニコライを生んだ。数十年後にフリードリヒ・カールはニコライ2世からフィンランドの君主位を引き継ぐことになる。
父フリードリヒの死後、長兄フリードリヒ・ヴィルヘルムがヘッセン＝カッセル方伯（家長の名目上の称号）を継承し、その後次兄アレクサンダーが継承した。
1917年12月6日、ロシア革命によりロシア帝国の瓦解を見届けたフィンランドは、ドイツ帝国にせき立てられるように独立を宣言した。新国家は君主制と共和制のいずれを選択するかを迫られた。当時のフィンランド議会は王制支持者が多数を占めていたが共和制を宣言、しかし内戦を経て王制支持者が主導権を握った。1918年10月、皇帝ヴィルヘルム2世の義弟フリードリヒ・カールをフィンランド国王に選出した。
リトアニアは既にこれと似たような段階を1918年7月に踏んでいた。ヴュルテンベルク王家の傍系ウラッハ公をリトアニア国王ミンダウガス2世として選出していたのである。ラトヴィアとエストニアは、バルト連合公国を形成してバルト＝ドイツ系貴族を君主に据える構想ができあがっており、ヴィルヘルム2世はバルト海沿岸の3カ国が帝国の構成国となることを狙っていた。既に君主として、メクレンブルク＝シュヴェリーン公アドルフ・フリードリヒの名前が挙がっていた。
ヴィルヘルム2世は、フィンランドもバルト連合公国と同じようにすべく考えていた。しかし、フィンランドの王制移行は遅れた。王制支持者はかつてスウェーデン領だった頃の法律を引き合いに出し、また19世紀にロシア皇帝がフィンランド大公になってからの法も多く存在した。フリードリヒ・カールは「フィンランドとカレリアの王、オーランド公、ラップランド大公、カレワラ卿、カールレ1世」と称することとなった（フィンランドの選挙に関する書類には「フレドリク・カールレ」と記載されており、「ヴァイノ1世」と名乗ったという説には疑問が呈される）。
1918年11月11日、第一次世界大戦にドイツ帝国は敗戦し、ヴィルヘルム2世は退位し、ドイツ共和国の成立をみた。ドイツの敗戦により、連合国はフィンランドにドイツ系の君主が誕生するのを決して受け入れなかった。同年12月14日、フリードリヒ・カールは即位を辞退し、フィンランドは共和制を選択した。
1925年3月、次兄アレクサンダーからヘッセン＝カッセル方伯家家長を継承した。1940年にフリードリヒ・カールが亡くなると、三男フィリップが後を継いだ。しかし、方伯家の文書と書簡によると、フリードリヒ・カールは四男ヴォルフガングをフィンランド王位請求権者に指名していた。ヴォルフガングは1918年に両親とフィンランドを訪問し、未来の王太子としてフィンランド人女性と結婚する準備をしていたのが明らかなためだった（この時フィリップは従軍しており同行していない）。

## 家族
1893年1月25日、フリードリヒ・カールはドイツ皇女マルガレーテ・フォン・プロイセン（フリードリヒ3世と皇后ヴィクトリアの末娘）と結婚。2組の双生児を含む6人の子供をもうけた。
- フリードリヒ・ヴィルヘルム（1893年 - 1916年） - 第一次世界大戦中、従軍していたルーマニアで戦死
- マクシミリアン（1894年 - 1914年） - 第一次世界大戦中、従軍していたフランスで戦死
- フィリップ（1896年 - 1980年） - イタリア王女マファルダと結婚
- ヴォルフガング（1896年 - 1989年）
- リヒャルト（1901年 - 1969年）
- クリストフ（1901年 - 1943年） - ギリシャ・デンマーク王女ソフィアと結婚

## ヘッセン＝カッセル家と北欧
歴史的にヘッセン＝カッセル家は北欧と縁が深く、北欧の諸王家とは互いに通婚関係があった。また、1代限りで終わったがスウェーデン国王フレドリク1世は同家出身であった（ヘッセン王朝）。フリードリヒ・カールがフィンランド王に推戴された理由には、このような歴史的背景があったのかも知れない。フィンランドにおける君主制支持者のほとんどはスウェーデン系フィンランド人であった。